# 伊蘭·紹爾
伊蘭·紹爾（1987年3月6日—），摩尔多瓦猶太裔親俄寡头和政治家。紹爾是2014年摩爾多瓦詐騙醜聞的关键人物之一，当时大约有10亿美元从摩尔多瓦的三個银行被转移，总损失相当于摩尔多瓦GDP的12%，前总理被逮捕弗拉德·菲拉特。2017年6月，他在缺席聆訊下，因詐騙和洗錢判处7.5年监禁，2023年4月14日，他的刑期被增至15年。同時，绍尔在摩尔多瓦的所有资产也被冻结。在被软禁一段时间后，他于2019年逃往以色列，并在那里居住至2024年，他目前居住在俄罗斯，並于同年获得了俄国籍。